# Brussels International Film Festival
 (novembre 2022).
La mise en forme du texte ne suit pas les recommandations de Wikipédia : il faut le « wikifier ».
Les points d'amélioration suivants sont les cas les plus fréquents. Le détail des points à revoir est peut-être précisé sur la page de discussion.
- Les titres sont pré-formatés par le logiciel. Ils ne sont ni en capitales, ni en gras.
- Le texte ne doit pas être écrit en capitales (les noms de famille non plus), ni en gras, ni en italique, ni en « petit »…
- Le gras n'est utilisé que pour surligner le titre de l'article dans l'introduction, une seule fois.
- L'italique est rarement utilisé : mots en langue étrangère, titres d'œuvres, noms de bateaux, etc.
- Les citations ne sont pas en italique mais en corps de texte normal. Elles sont entourées par des guillemets français : « et ».
- Les listes à puces sont à éviter, des paragraphes rédigés étant largement préférés. Les tableaux sont à réserver à la présentation de données structurées (résultats, etc.).
- Les appels de note de bas de page (petits chiffres en exposant, introduits par l'outil «  Source ») sont à placer entre la fin de phrase et le point final[comme ça].
- Les liens internes (vers d'autres articles de Wikipédia) sont à choisir avec parcimonie. Créez des liens vers des articles approfondissant le sujet. Les termes génériques sans rapport avec le sujet sont à éviter, ainsi que les répétitions de liens vers un même terme.
- Les liens externes sont à placer uniquement dans une section « Liens externes », à la fin de l'article. Ces liens sont à choisir avec parcimonie suivant les règles définies. Si un lien sert de source à l'article, son insertion dans le texte est à faire par les notes de bas de page.
- La présentation des références doit suivre les conventions bibliographiques. Il est recommandé d'utiliser les modèles {{Ouvrage}}, {{Chapitre}}, {{Article}}, {{Lien web}} et/ou {{Bibliographie}}. Le mode d'édition visuel peut mettre en forme automatiquement les références.
- Insérer une infobox (cadre d'informations à droite) n'est pas obligatoire pour parachever la mise en page.

Pour une aide détaillée, merci de consulter Aide:Wikification.
Si vous pensez que ces points ont été résolus, vous pouvez retirer ce bandeau et améliorer la mise en forme d'un autre article.
Ne doit pas être confondu avec Brussels Film Festival (BRFF), anciennement appelé Brussels International Film Festival.
Le Brussels International Film Festival (BRIFF) est un festival de cinéma annuel consacré aux longs métrages, organisé par l'ASBL Un soir... Un grain et qui a lieu à Bruxelles depuis 2018.

## Histoire
La première édition du BRIFF a eu lieu en 2018 et s'est déroulée dans les cinémas Flagey, BOZAR, UGC de Brouckère, Vendôme, Palace et Galeries. Le BRIFF s'articulait autour de trois compétitions: internationale, européenne et nationale. En 2019, la compétition européenne a été remplacée par la compétition directors' week.

## Programmation
L'événement se déroule dans divers cinémas de la ville de Bruxelles et accueille des compétitions à trois niveaux, propose des rétrospectives, des master-classes, des activités pour la jeunesse, des projections en plein air, des événements professionnels et des séances thématiques,.
Les trois compétitions :
- La Compétition Internationale : Construite autour d’une sélection de films venus des quatre coins du monde, la Compétition Internationale invite à découvrir des films en avant-première sur le territoire belge. Cette section accueille non seulement les futurs succès du box-office qui pourraient avoir fait un crochet par Cannes, Venise, Berlin… mais également les coups de cœur d’un panel de programmateurs aguerris.
- La Directors' week se concentre sur les réalisateurs émergents avec un style et un point de vue audacieux, pour célébrer la créativité et l'avenir du cinéma européen.
- La compétition Nationale présente une sélection des meilleures productions cinématographiques belges de l'année. Elle a pour objectif de mettre en lumière la qualité et la diversité du cinéma belge.

## Palmarès
Le prix du meilleur film est connu sous le nom de Grand Prix. Le premier Grand Prix en 2018 a été remporté par le film iranien No Date, No Signature.
Ci-dessous, une sélection non-exhaustive de prix décernés au cours des différentes éditions du festival :

### 2024
- Compétition Internationale
  - Grand prix : Le roman de Jim d'Arnaud & Jean-Marie Larrieu
  - Prix du jury : Puan (El profesor) de Maria Alché & Benjamin Naishtat
  - Mention spéciale : Zar Amir Ebrahimi & Arienne Mandi dans Tatami de Zar Amir Ebrahimi & Guy Nattiv
- Compétition Nationale
  - Grand Prix : Sauve qui peut d'Alexe Poukine
  - Prix du jury : En attendant la nuit de Céline Rouzet
  - Prix du public : Sauve qui peut d'Alexe Poukine
  - Meilleure actrice : Élodie Bouchez dans En attendant la nuit Céline Rouzet
  - Meilleur Acteur : Mathias Legoût Hammond dans En attendant la nuit Céline Rouzet

### 2022
- Grand Prix International décerné à Sundown de Michel Franco[10]
- Grand Prix National décerné à Austral de Benjamin Colaux
- Grand Prix de la Directors' Week décerné à Fogo-Fátuo de João Pedro Rodrigues

## Jurys

### 2018
Compétition internationale : 
- Eriq Ebouaney, acteur
- Lucas Belvaux, réalisateur
- Diane Rouxel, actrice
- Jayro Bustamante, réalisateur
- Lucie Debay, actrice

Compétition nationale : 
- Bruno Deloye, directeur de chaîne TV
- Elise Jalladeau, productrice
- Nicolas Buytaers, journaliste

Compétition européenne :
- Isild Le Besco, actrice
- Denis Côté, réalisateur
- Danielle Arbid, réalisatrice
- Micha Wald, réalisateur

### 2019
Compétition internationale : 
- Jakob Cedergren, acteur
- Vincent Macaigne, acteur
- Nadia Kaci, actrice
- David Oelhoffen, réalisateur
- Esther Garrel, actrice

Compétition nationale : 
- Susana Santos Rodrigues
- Anne Delseth
- Cédric Pourcher

Compétition Directors' Week :
- Agnès Godard, directrice de la photographie
- Guillaume Senez, réalisateur
- Fien Troch, réalisatrice
- Hubert Charuel, réalisateur
- Nicolas Maury, acteur